# Johannes (keizer)
Johannes (? - juli 425) was West-Romeins keizer van eind 423 tot de zomer van 425. Hij werd niet erkend door de Oost-Romeinse keizer Theodosius II, en wordt daarom usurpator genoemd.

## Afkomst
Iohannes' afkomst is totaal onbekend, en er zijn niet veel bronnen over hem. Schrijver Procopius meldt dat Iohannes zachtaardig, intelligent en vaardig was. Hij tolereerde ook alle christenen, in tegenstelling tot veel andere Theodosiaanse keizers.

## Bewind
Toen keizer Honorius was gestorven in augustus 423 moest Theodosius II van het Oost-Romeinse Rijk een opvolger aanwijzen. Dit zou Valentinianus III worden, de zoon van Galla Placidia, de zus van Honorius. Valentinianus (6 jaar oud) zat echter in Constantinopel, en er werd nogal getreuzeld. Dit gaf Iohannes, de primicerius notariorum (hoogste notaris) van Honorius de gelegenheid om de macht te grijpen in Rome. Theodosius erkende hem vanzelfsprekend niet; wel had hij de generaals Castinus en Aetius (die later Atilla de Hun zou verslaan) achter zich. Bijna het hele westelijke rijk erkende hem als keizer, de enige uitzondering was Africa waar generaal Bonifatius zich tegen hem keerde en de kant van Galla Placidia koos.
Vanaf het begin was zijn controle over het rijk onzeker. In Gallië werd zijn praetoriaanse prefect gedood in Arles in een opstand van de soldaten daar. En Bonifacius, comes Africae van de provincie b Afrika, hield de graanvloot tegen die voor Rome was bestemd.

### Burgeroorlog met het oostelijke deel
Iohannes wist dat als Theodosius zou ingrijpen hij geen schijn van kans had om te winnen, en probeerde daarom toenadering te zoeken. Zijn pogingen waren echter totaal vruchteloos en nadat Theodosius de jonge Valentinianus eerst tot Caesar en later tot keizer uitriep werd het duidelijk dat ingrijpen aanstaande was. In een poging om Theodosius te verslaan stuurde Iohannes Aetius naar de Hunnen om hulp te halen.
De oostelijke troepen waren echter al snel in Italië. Ze landden bij Aquileia. Iohannes kon Ardabur, de leider van het leger, gevangennemen, maar behandelde hem goed, om toch te proberen Theodosius wat milder te laten stemmen. Ardabur kreeg het echter voor elkaar dat Iohannes' legioenen in Ravenna hem verrieden. Iohannes werd krijgsgevangene en vernederd en later in juli onthoofd.
Drie dagen na Iohannes' dood arriveerde Aetius met een groot leger van de Hunnen. Na wat schermutselingen werd een overeenkomst gesloten door Galla Placidia en Aetius: de Hunnen werden afbetaald en naar huis gestuurd, en Aetius werd magister militum van het westelijke rijk, een positie met veel macht.